# Sporophila nigricollis
Sporophila nigricollis е вид птица от семейство Тангарови (Thraupidae).

## Разпространение
Видът е разпространен в Антигуа и Барбуда, Аржентина, Барбадос, Боливия, Бразилия, Венецуела, Гренада, Гваделупа, Гвиана, Доминика, Еквадор, Колумбия, Коста Рика, Мартиника, Монсерат, Панама, Парагвай, Перу, Сейнт Китс и Невис, Сейнт Лусия, Сейнт Винсент и Гренадини, Суринам и Тринидад и Тобаго.